# Alberto Aringhieri
Alberto Aringhieri (getauft 18. November 1447 in Siena; † nach 1506) war ein italienischer Politiker und Diplomat für Siena.
Albertos genaues Geburtsdatum ist unbekannt. Es wurde jedoch eine Aufzeichnung über seine Taufe am 18. November 1447 gefunden, sodass angenommen werden kann, dass die Geburt im November 1447 erfolgte.
Details über seine Kindheit sind nicht bekannt. Geht man davon aus, dass die gesamte Familie an den diplomatischen Reisen des Vaters teilnahm, die sehr gut dokumentiert sind, muss er seine Kindheit in Venedig und seine Jugend in Rom verbracht haben.
Im Jahr 1468 begann seine bürgerliche Laufbahn mit einem sechsmonatigen Mandat im Rat der Mercanzia von Siena.
Ab 1480 bekleidete er verschiedene Ämter im Dienst der Republik Siena. Die wichtigste war seine Wahl zum Dombaumeister am 10. August 1480, nachdem Savino di Matteo Savini aus diesem Amt verdrängt worden war. Dieses Amt übte er bis 1506 aus. Von September bis Oktober 1480 war er Capitano del Popolo und Gonfaloniere, ein Amt, das er auch von Mai bis Juni 1481, von Januar bis Februar 1484 und von Juli bis August 1493 innehatte.
Seine Tätigkeit in der Auslandsdiplomatie scheint 1483 begonnen zu haben, als er vom 28. Mai bis 16. Juni sienesischer Oratore oder Botschafter in Florenz und im November desselben Jahres in Mailand war; am 17. März 1486 wurde er erneut zum Botschafter in Florenz ernannt. Im Juli 1486 wurde Alberto von den Regolari für eine sechsmonatige Amtszeit und im Juli 1495 von der Biccherna für eine ähnliche Amtszeit gewählt.
Neben diesen spezifischen Ämtern war Alberto mehrmals in der Balìa als Vertreter des Monte di Popolo tätig, wobei seine erste Amtszeit laut Allegretti Ende 1479 begann. Neben seiner langen Laufbahn im öffentlichen Dienst war Alberto ab 1480 auch Kommandant von San Pietro alla Magione, einem von zwei Besitztümern der Johanniter von Rhodos (Orden des Heiligen Johannes von Jerusalem) in Siena. Auch hier sind die Ursprünge seiner Beteiligung an diesem Militärorden unbekannt, und es gibt keine bekannten früheren Verbindungen von Mitgliedern der Familie Aringhieri zu den Rittern.
Es gibt keinen Hinweis darauf, dass Alberte jemals geheiratet hat. Aus den Taufregistern geht jedoch hervor, dass am 12. März 1482 ein unehelicher Sohn getauft und als Mitglied der Familie Aringhieri legitimiert wurde.
Seine letzte Amtszeit in der Balìa hatte er im Frühjahr 1506 inne. Am 30. Juni 1506 musste er aus Siena fliehen, da er befürchtete, vom sienesischen Despoten Pandolfo Petrucci ermordet zu werden. Aringhieris späterer Aufenthaltsort, seine Tätigkeiten und sein Todesdatum sind nicht bekannt, ebenso wie das Datum seiner Beisetzung unter der Bodenplatte am Eingang der Kapelle Johannes des Täufers im Dom von Siena.